# ناهيد طباطبايي
ناهيد طباطبايي هي كاتبة إيرانية، ولدت سنة 1958م في طهران، إيران. قضت طفولتها وشبابها في جنوب إيران، ودرست الأدب الدرامي والكتابة المسرحية. تعالج طباطبايي قضايا الحياة والمرأة بنظرة ساخرة، وتصور المرأة والعالم من زاويتها الخاصة بلغة بسيطة خالية من التعقيد. حوَّلَ مصطفى راستجاربور روايتها «سن الأربعين» إلى سيناريو سينمائي، كما أخرج علي رضا ريسيان الرواية إلى فيلم.
حولت ناهيد طباطبايي رفقة حميد رضا قطبي قصة حميون من مجموعة قصص جامدوران بشكل مشترك إلى نص فيلم جامدوران (صنع في 2014).

## مؤلفات
صدرت ثلاث مجاميع قصصية، هي:
- «السيدة وعهد شبابها»
- «مينا ووجودها الأزرق»
- «ممزقو ثيابهم»

وثلاث روايات، هي:
- «سن الأربعين»
- «برودة فجر الرحيل»
- «الأزرق الوردي».